# Epidemia dżumy na Malcie (1813–1814)
Epidemia dżumy na Malcie 1813–1814 (malt. il-pandemija tal-pesta tal-1813–1814) – ostatni poważny wybuch epidemii dżumy na wyspach Malta i Gozo. Wystąpiła między marcem 1813 a styczniem 1814 na Malcie, oraz między lutym a majem 1814 na Gozo, a oficjalnie ogłoszono koniec epidemii we wrześniu 1814. W jej wyniku zginęło około 4500 osób, co stanowiło około 5% populacji wysp.
Epidemia dżumy rozpoczęła się w Konstantynopolu w 1812 i rozprzestrzeniła się na inne części Imperium Osmańskiego, w tym Egipt. Choroba została przywieziona na Maltę z Aleksandrii na pokładzie brygantyny „San Nicola” pod koniec marca 1813. Niektórzy członkowie jej załogi zarazili się chorobą i zmarli, i chociaż statek i załoga zostały poddane kwarantannie, choroba rozprzestrzeniła się na miejscową ludność, ponieważ zainfekowany ładunek został skradziony ze statku i sprzedany w Valletcie. Choroba pojawiła się w mieście w połowie kwietnia, a do połowy maja wybuchła epidemia.
Brytyjski rząd kolonialny podjął surowe środki w celu powstrzymania zarazy, chociaż zrobiono to zbyt późno, aby zapobiec rozprzestrzenianiu się epidemii na wczesnym etapie. Obszar miejski wokół Grand Harbour został odizolowany od reszty wyspy, a osady o wysokim wskaźniku śmiertelności zostały odgrodzone. Za naruszenie tych przepisów groziły surowe kary, włącznie z karą śmierci, a kilka osób zostało straconych za ukrywanie infekcji. Wybuch był szczególnie dotkliwy w stolicy Valletcie i jej przedmieściu Florianie oraz w wioskach Birkirkara, Qormi i Żebbuġ.
Epidemia zaczęła ustępować pod koniec 1813 i uważano, że zakończyła się do stycznia 1814. Jednak w lutym choroba została nieumyślnie przywleczona na Gozo przez skażone ubrania, a jej wybuch wystąpił w wiosce Xagħra. Natychmiast wprowadzono środki powstrzymujące, ograniczając rozprzestrzenianie się, przez co na Gozo wskaźnik śmiertelności był znacznie niższy niż na głównej wyspie archipelagu.

## Tło
Druga pandemia dżumy rozpoczęła się wraz z „czarną śmiercią” w XIV wieku i powtarzała się aż do XIX wieku. Dżuma dymienicza wystąpiła na Malcie w latach 1592–1593, 1623, 1655 i 1675–1676. Ta ostatnia była najcięższa, zabiła około 11 300 osób.
W 1813 Malta była brytyjskim protektoratem i przeżywała boom ekonomiczny i demograficzny w związku z gospodarką wojenną i obecnością Royal Navy, przeniesienia brytyjskich fabryk z Palermo, Neapolu i Livorno na wyspy, oraz statusu wolnego portu, co oznaczało, że Malta miała dobre połączenie z innymi portami śródziemnomorskimi. Podczas epidemii dżumy wyspy przeszły zmianę polityczną z protektoratu do kolonii królewskiej.
Uważa się, że źródłem epidemii 1813–1814 na Malcie była epidemia, która rozpoczęła się w Konstantynopolu w 1812. Dżuma rozprzestrzeniła się na Aleksandrię w Egipcie, a w styczniu 1813 roku władze na Malcie dowiedziały się o tej epidemii.

## Epidemia na Malcie

### Pochodzenie

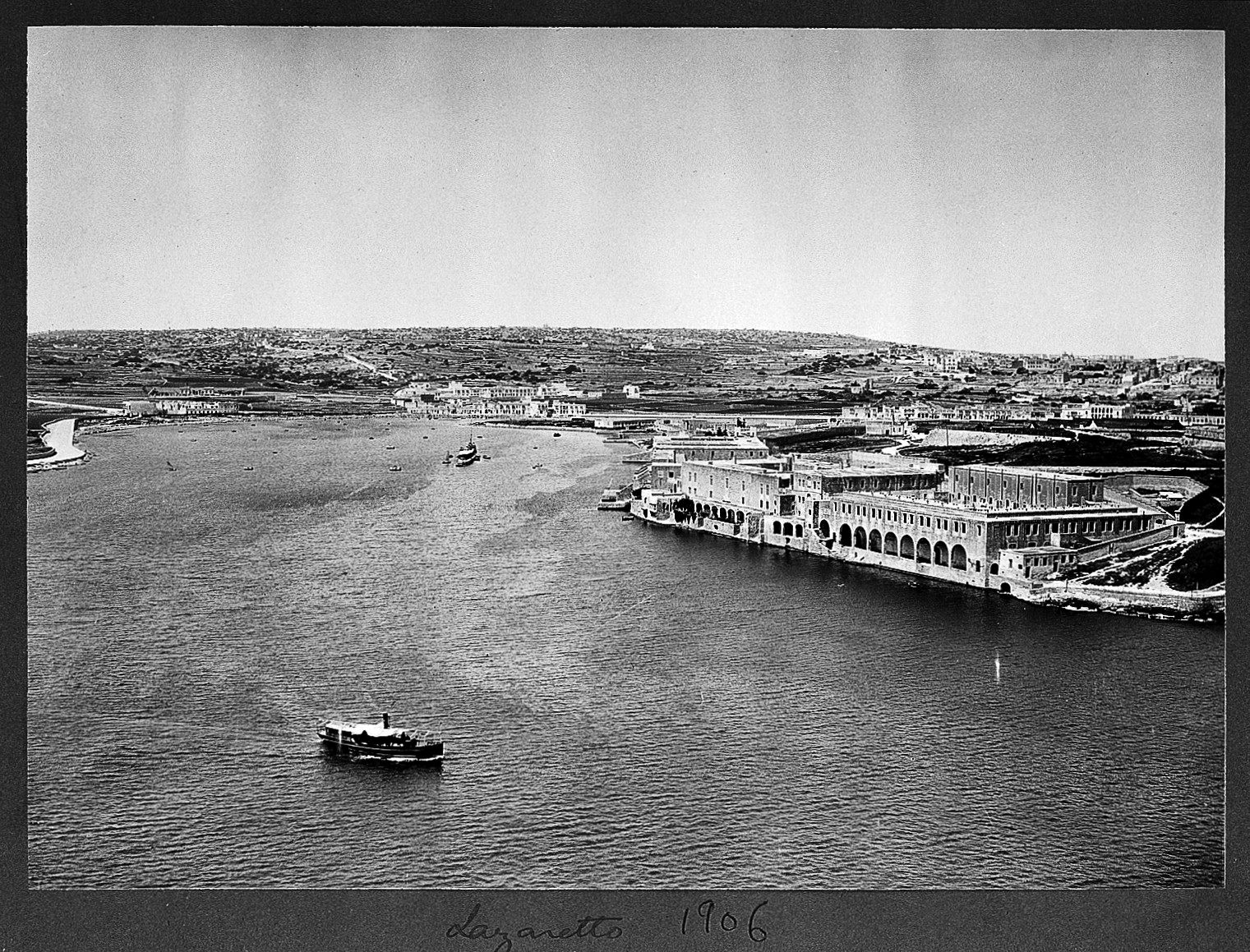
Port Marsamxett i Lazzaretto, 1906

Zaraza dotarła na Wyspy Maltańskie przez zarażonych członków załogi na pokładzie statków płynących z Aleksandrii na Maltę. „San Nicola” (lub „St. Nicholas”), maltańska brygantyna pływająca pod brytyjską flagą, opuściła Aleksandrię 17 marca 1813, a dwóch członków załogi zachorowało tydzień po wyjściu statku z portu. Statek przybył na Maltę w dniu 28 marca i został poddany dwutygodniowej kwarantannie w porcie Marsamxett. Wysłano strażników, aby upewnić się, że nie ma komunikacji między statkiem a brzegiem. Dwa inne statki, które również przybyły na Maltę z Aleksandrii 28 marca, brytyjska brygantyna „Nancy” i hiszpańska polacca „Bella Maria”, również miały na pokładzie przypadki dżumy. Dwóch członków załogi z „Nancy” było zarażonych, podczas gdy jeden członek załogi „Bella Maria” zmarł na tę chorobę.  
Po podjęciu standardowych środków ostrożności, w dniu 29 marca załoga „San Nicola” została zabrana do Lazzaretto na pobliskiej Manoel Island. W dniu 1 kwietnia kapitan statku Antonio Maria Mescara zachorował, a dzień później również sługa, który opiekował się dwoma zarażonymi członkami załogi statku. Mescara i sługa zmarli 7 kwietnia, a ich zwłoki zostały zbadane, co potwierdziło podejrzenia, że zmarli na dżumę. „San Nicola” został odesłany do Aleksandrii 10 kwietnia pod eskortą HMS „Badger”.

### Rozprzestrzenianie się w Valletcie

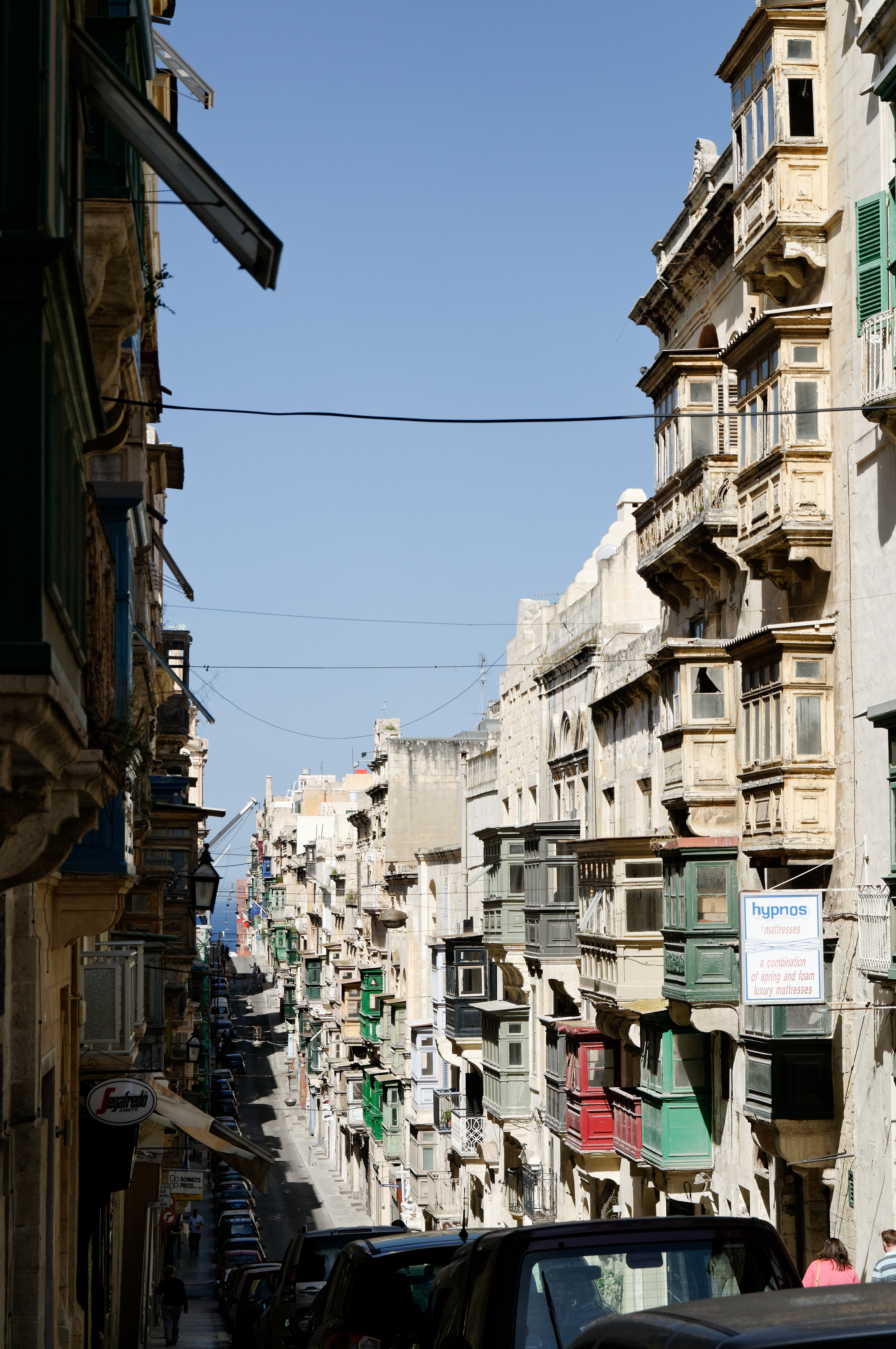
Strada San Paolo w Valletta, gdzie zgłoszono pierwsze przypadki

Początkowo sądzono, że choroba została powstrzymana przez brak kontaktu z ludnością, ale gdy „San Nicola” był w kwarantannie, niektórzy z jego strażników ukradli bieliznę z zainfekowanego ładunku. Była ona przechowywana w sklepie z winami w Sliemie, zanim została sprzedana Salvatore Borgowi, szewcowi, paserowi i przemytnikowi, który mieszkał pod 227, Strada San Paolo w Valletcie.
W dniu 16 kwietnia ośmioletnia córka Salvatore Borga, Anna Maria, zachorowała i zmarła trzy dni później. Nie od razu zdano sobie sprawę, że przyczyną jej śmierci była dżuma, i odbył się zwyczajowy pogrzeb w franciszkańskim kościele Ta'Ġieżu – dziewczynka została pochowana w krypcie kościoła. Wkrótce po zgonie dziecka jej matka również dostała gorączki, wywołując zaniepokojenie wśród lekarzy, którzy poinformowali władze o sprawie. Kobieta zmarła 3 maja. 4 maja Komisja Zdrowia wydała ostrzeżenie, że zdrowie publiczne jest w niebezpieczeństwie i dzień później potwierdziła, że choroba to dżuma.
Panika ogarnęła całą Vallettę, a wielu ludzi opuściło miasto i udało się na wieś lub wsiadało na statki, aby opuścić wyspy. Większość Brytyjczyków i niektórzy Maltańczycy odizolowali się w swoich domach. W tamtym czasie jedyną osobą, która chorowała był Borg, został on przeniesiony do Lazzaretto, ale wkrótce zmarł. Do 7 maja pojawiło się wiele podejrzanych przypadków, ale choroba początkowo rozprzestrzeniała się powoli, tak że ludzie zaczęli wątpić w jej istnienie. Epidemia nasiliła się 16 maja, kiedy ojciec Borga zachorował i zmarł, a w Valletcie odnotowano wiele nowych przypadków, zwłaszcza na Strada Reale, Strada San Cristoforo, Strada San Giuseppe, Strada Pozzi i Strada San Giovanni. Do 17 maja choroba rozprzestrzeniła się po całym mieście. Strażnicy, którzy ukradli pościel, a także ci, którzy przechowywali i kupowali skradzione towary, byli jednymi z pierwszych osób, które zaraziły się dżumą i zmarły.

### Rozprzestrzenianie się na pozostałą część Malty

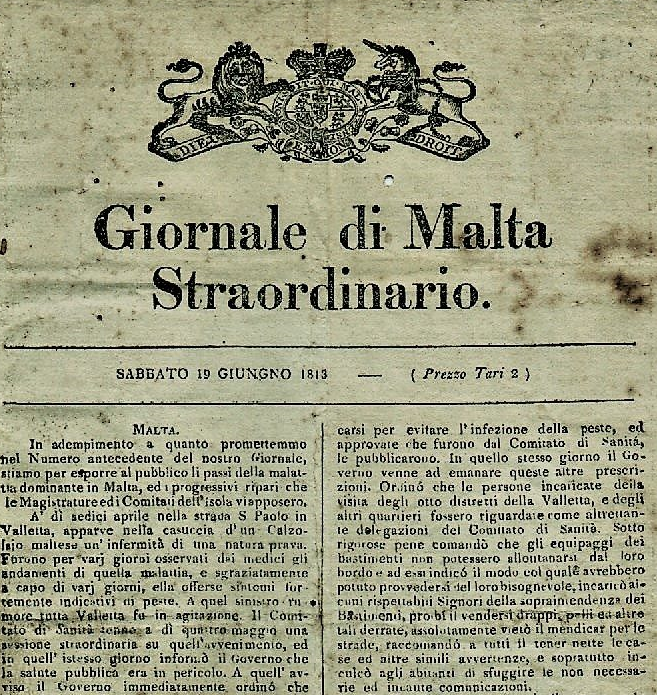
Giornale di Malta, wydanie z 19 czerwca 1813, odnoszące się do rozprzestrzeniania się dżumy

Pierwsze przypadki dżumy poza Vallettą wykryto 21 maja w Mdinie, gdzie zgłoszono pięć przypadków. W ciągu kilku dni rozprzestrzeniła się na inne miasta i wioski w kraju, niektóre były bardziej dotknięte niż inne. Epidemia była szczególnie dotkliwa w Birkirkarze, jednej z największych osad poza obszarem portu, której populacja wzrosła o około 3000 uchodźców uciekających przed zarazą z Valletty.
Do końca lipca 1813 roku liczba ofiar śmiertelnych sięgnęła 1602 osoby.
Najpoważniej zostały dotknięte dżumą Qormi i Żebbuġ. W Qormi długi czas trwania choroby przypisywano oporowi mieszkańców przed rządowymi środkami zaradczymi, próbującymi opanować wybuch epidemii. Niektóre miasta i wsie nie zostały w ogóle dotknięte epidemią, w tym Għargħur, Balzan, Kirkop, Safi, Għaxaq, Qrendi i Senglea.

### Środki zaradcze
Władze wprowadziły środki, aby powstrzymać wybuch epidemii, ale były one początkowo nieskuteczne. Choroba się rozprzestrzeniała, ponieważ przyczyny choroby były wówczas nieznane, nie wprowadzono natychmiast środków zapobiegających rozprzestrzenianiu się choroby, a niektóre osoby stawiały opór, odmawiając przeniesienia zakażonych rzeczy do wyznaczonych przez rząd magazynów.
Handlu zaprzestano natychmiast po zidentyfikowaniu epidemii jako dżumy. W dniu 5 maja zamknięto budynki publiczne, w tym sądy i teatr. Miejskie osiedla na terenie portu: Valletta i jej przedmieście Floriana, oraz Three Cities Birgu, Cospicua i Senglea zostały poddane obserwacji medycznej. Bezpośredni i pośredni kontakt między ludźmi był odradzany, szczególnie na targach. W dniu 7 maja zakazano jakiejkolwiek komunikacji między statkami a brzegiem, a 9 maja biskup Ferdinando Mattei nakazał zamknięcie wszystkich kościołów. Rząd opublikował opis zarazy z 1743 w Messynie, aby poinformować opinię publiczną o konsekwencjach wybuchu epidemii.

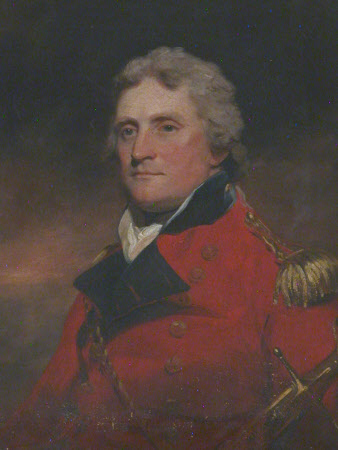
sir Hildebrand Oakes, cywilny komisarz Malty do października 1813

W dniu 17 maja komisarz cywilny sir Hildebrand Oakes nakazał, aby każdy podejrzany przypadek był zgłaszany Radzie Zdrowia, a każdy, kto ukrywa istnienie choroby, będzie podlegał karze śmierci. Po raz pierwszy wyrok został wykonany na Anthonym Borgu, który ukrywał przed władzami, że jest zarażony, i 17 sierpnia został publicznie stracony przez pluton egzekucyjny w Valletcie. Domy osób zarażonych zostały zamknięte, ale początkowo nie podjęto żadnych prób oczyszczenia ich. Niektóre zarażone zwierzęta z tych budynków mogły uciec i przyczynić się do rozprzestrzeniania się zarazy. Ostatecznie zwierzęta domowe były przetrzymywane w domach lub umieszczane w klatkach, podczas gdy bezpańskie zwierzęta zaczęto zabijać, aby zapobiec dalszemu rozprzestrzenianiu się choroby. Wiele osób ukrywało skażone towary, aby władze ich nie zniszczyły.
19 czerwca w Valletcie, Florianie i Three Cities założono w różnych miejscach balustrady, rozmieszczone w taki sposób, że pozwalały ludziom po przeciwnych stronach rozmawiać bez wchodzenia ze sobą w kontakt. Zrobiono to w celu zapewnienia dostaw żywności ze wsi do miast. Valletta została podzielona na osiem dzielnic, a przemieszczanie się ludzi zostało ograniczone pod groźbą kary śmierci. Podobne ograniczenia zostały również nałożone na Three Cities. Oakes utworzył Korpus Strażników Obywatelskich, aby obserwować domy zarażonych i egzekwować przepisy, a także mianował Francesco Rivarolę na tymczasowe stanowisko Generalnego Inspektora, mającego władzę nad Strażą Obywatelską i policją. Sklepy sprzedające żywność mogły być otwarte tylko przez cztery godziny dziennie. Poczta działała przez całą epidemię i był to jedyny środek komunikacji między osobami w objętych kwarantanną miastami Wielkiego Portu i resztą archipelagu.
Z Maltańskiego Korpusu Weteranów i Maltańskich Batalionów Prowincjalnych wysłano żołnierzy, aby egzekwowali środki powstrzymania zarazy, ich obowiązki obejmowały również pomoc policji i władzom cywilnym. Więźniowie byli zmuszani do przewożenia zmarłych z domów do miejsc pochówku w specjalnie wykonanych wozach, i byli znani jako „beccamorti”. Wielu więźniów zostało zarażonych i zmarło w trakcie epidemii, a władze sprowadziły więźniów z Sycylii, by kontynuowali pracę, ale ci też zmarli. Maltańczycy bali się tych więźniów, którzy czasami dopuszczali się gwałtów i rabunków.
Do połowy września odnotowano mniej nowych przypadków dżumy, a choroba wydawała się ustępować.

### Szpitale i ośrodki izolacyjne

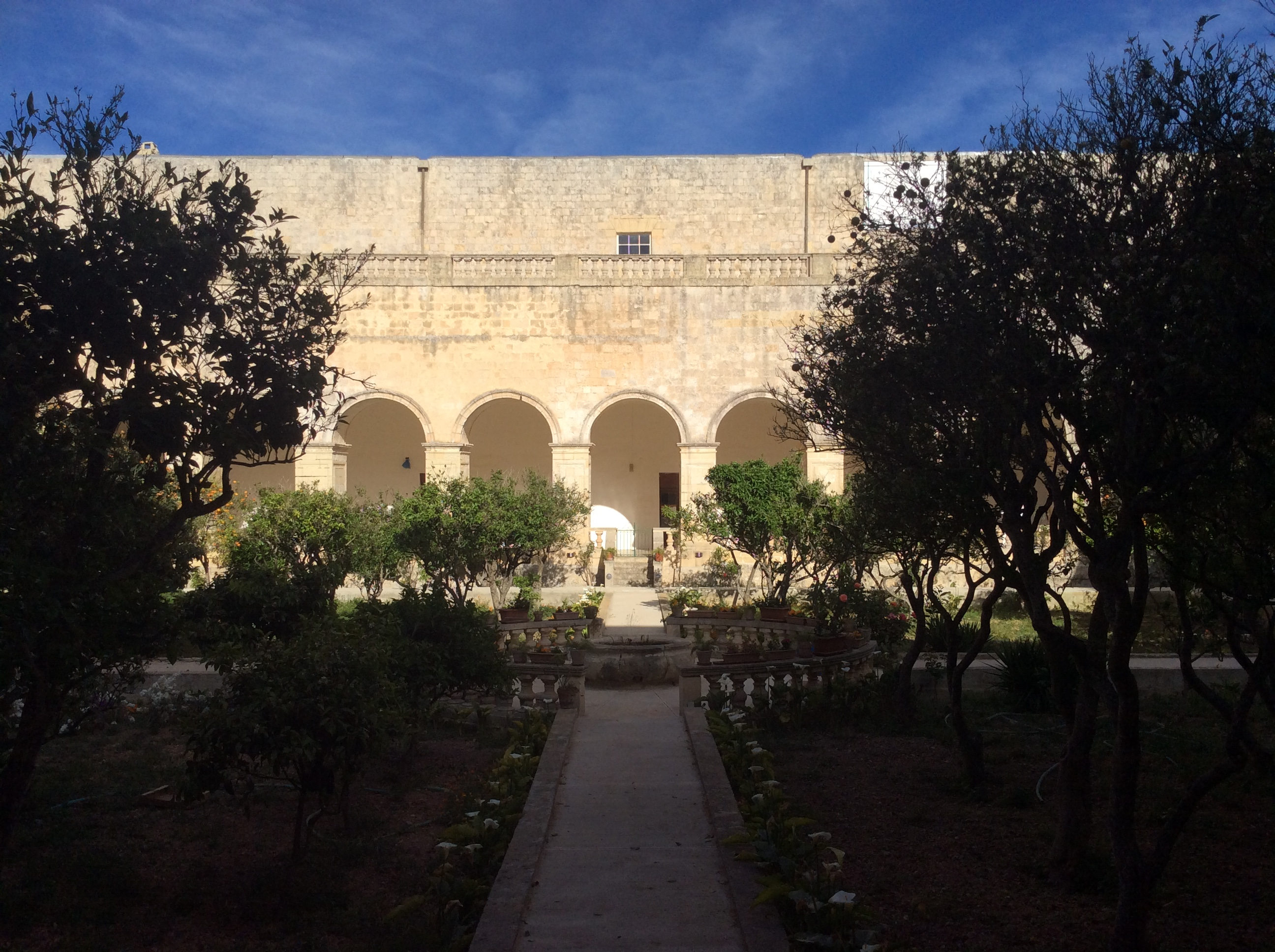
Klasztor św. Dominika w Rabacie, który był jednym z kilku tymczasowych szpitali dla ofiar dżumy

Zarażeni ludzie byli przewożeni do Lazzaretto na wyspie Manoela, szpitala i ośrodka kwarantanny, który został zbudowany w celu zwalczania epidemii chorób zakaźnych. Fort Manoel, który znajduje się w sąsiedztwie Lazzaretto, został przekształcony w magazyn, w którym izolowano podejrzane przypadki zarazy. Pod koniec czerwca 1813 Lazzaretto osiągnęło granicę swoich możliwości i zostało zapełnione pacjentami, więc nie odseparowywano potwierdzonych i podejrzewanych przypadków. Dlatego fort stał się jednym z głównych ognisk choroby.
Tymczasowe szpitale zostały utworzone w innych miejscach, w tym w willi Bighi w Kalkarze (późniejszy szpital marynarki wojennej) i klasztorze św. Dominika w Rabacie. W różnych lokalizacjach zbudowane zostały baraki znane jako „barracche” (malt. barrakki), głównie jako schronienia dla osób ewakuowanych z domów, lub jako szpitale. Inne pełniły funkcję wartowni, straganów i sklepów, rzeźni, urzędów (w tym poczty), sklepów i ubikacji. Latem w barakach robiło się bardzo gorąco, powodując dyskomfort dla ich mieszkańców, a pewnego razu podczas burzy niektóre z nich się zawaliły.
Wiele „barracche” zostało zbudowanych w fosach fortyfikacji, w tym głównej fosie fortyfikacji frontowych Valletty oraz fosie Floriana Lines w pobliżu Porta Sant'Anna i Porte des Bombes. Inne zostały również zbudowane w Valletcie i Florianie oraz w Ta’ Xbiex, forcie Manoel, Bighi, Birkirkarze, Qormi, Żebbuġ i poza Cottonera Lines w pobliżu Birgu. Tymczasowy szpital składający się z 59 baraków został zbudowany w Santa Venera we wrześniu 1813.

### Zmiana gubernatora

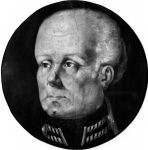
sir Thomas Maitland (oficer British Army), gubernator od października 1813

W 1813 roku Brytyjczycy zmienili status Malty z protektoratu na kolonię koronną, a urząd komisarza ds. cywilnych został zastąpiony przez gubernatora. Oakesowi zaproponowano nowe stanowisko, ale odmówił ze względu na zły stan zdrowia. Pojawiły się sugestie, że rezygnacja Oakesa była spowodowana epidemią dżumy, ale list, który napisał przed wybuchem zarazy, zawierał już wolę rezygnacji. Urząd gubernatora został przekazany sir Thomasowi Maitlandowi, który przybył na wyspy 3 października i objął urząd dwa dni później. Maitland podjął surowe działania w celu wyeliminowania choroby.
Aby zapobiec rozprzestrzenianiu się choroby wprowadzono restrykcje również na wsiach. Ludność nie mogła udawać się na wieś ani do portów, a pola zostały opuszczone. 10 września ograniczono przemieszczanie się z osad o wysokiej śmiertelności, a żołnierze otoczyli i odgrodzili Qormi, Żebbuġ i Birkirkarę, aby uniemożliwić mieszkańcom opuszczenie miast. Za naruszenie tego ograniczenia groziła kara śmierci.
Śmiertelność spadła do 196 osób w październiku, a epidemia była w odwrocie. 13 listopada Maitland nakazał odkażanie domów i sklepów w Valletcie i Florianie pod nadzorem lekarzy i policji przez okres 15 dni. Osoby, które ukrywały potencjalnie zainfekowane przedmioty, były ułaskawiane, jeśli ujawniły te rzeczy policji w ciągu 10 dni. W grudniu liczba dzielnic w Valletcie wzrosła do 24, a Floriana została podzielona na 7 okręgów.
Do grudnia 1813 sytuacja znacznie się poprawiła, a 7 stycznia 1814 ograniczenia w Valletcie zostały zniesione. Ograniczenia dotyczące innych miast i wiosek zostały zniesione w następnych dniach, z wyjątkiem Qormi, które pozostawało odizolowane do początku marca. Mówi się, że epidemia skończyła się przed końcem stycznia. 27 stycznia „barracche” zostały zdemontowane i spalone.

## Epidemia na Gozo

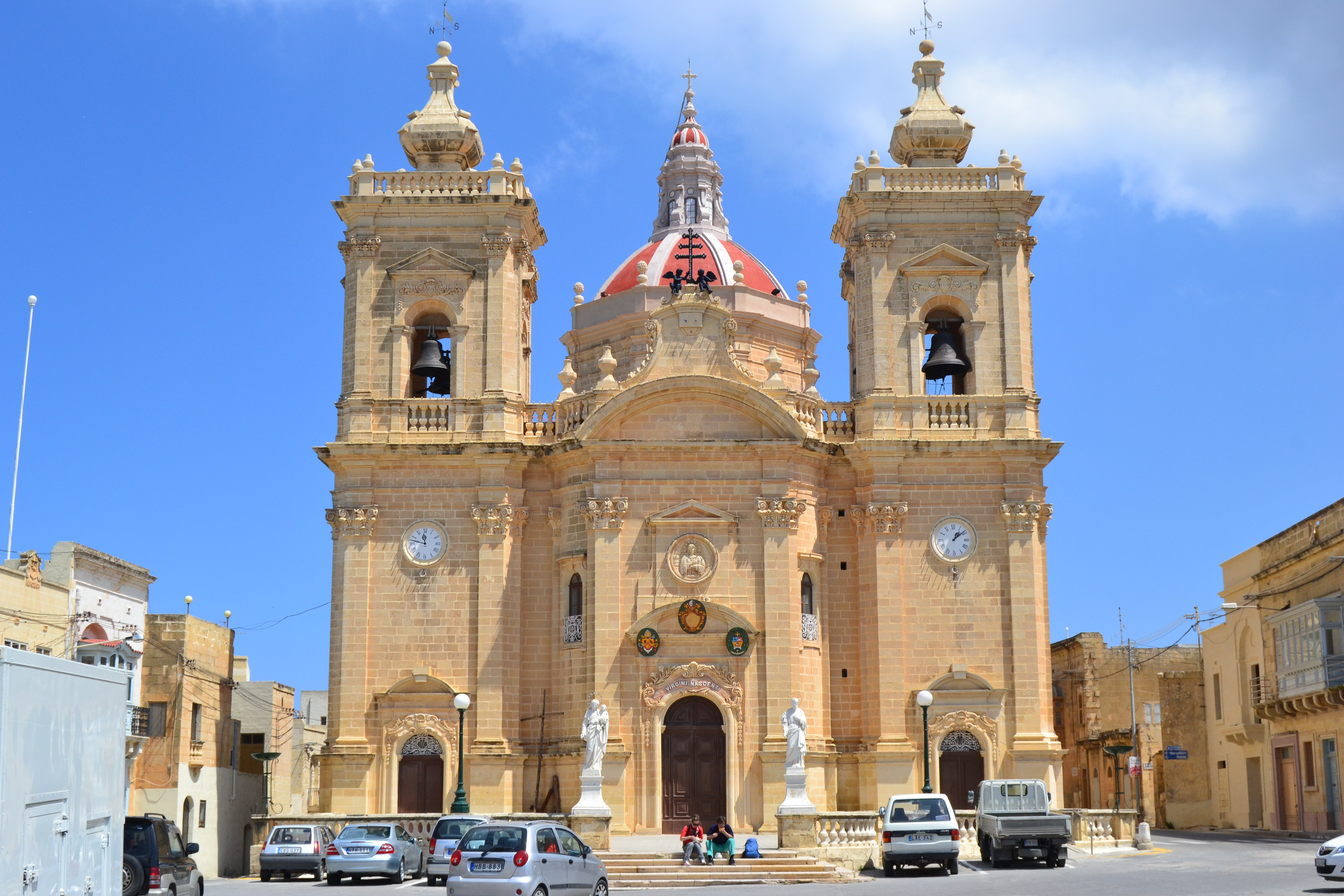
Kościół parafialny w Xagħra, którego budowa została opóźniona z powodu epidemii

Chociaż część Malty została zdewastowana przez dżumę, w 1813 na wyspie Gozo nie doszło do wybuchu zarazy. Komunikacja z wyspą Maltą została ograniczona, gdy w Valletcie wystąpił wybuch epidemii, co początkowo uniemożliwiło dotarcie choroby do Gozo. Jednak po zakończeniu epidemii na Malcie, gdy ograniczenia zostały zniesione, wybuchła epidemia na Gozo, chociaż była znacznie mniejsza niż maltańska.
Uważa się, że choroba została przywieziona na wyspę w zakażonej odzieży, która została ukryta podczas epidemii maltańskiej. Angelo Galea, Gozitanin, który był w Qormi w momencie wybuchu epidemii, ukrył przed władzami pudełko ubrań (w tym għonnellę) i zabrał je ze sobą wracając na Gozo pod koniec lutego 1814. Zmarł w swoim domu w Xagħra 22 lutego 1814, kilka dni po przyjeździe. Podobnie jak w pierwszym przypadku na Malcie, nie sądzono, że zmarł na zarazę, a jego pogrzeb odbył się w kościele parafialnym.
28 lutego córka Galei, Rosa, zachorowała i wkrótce potem zmarła w szpitalu w Rabacie. Obawiano się, że dżuma dotarła do Gozo, w ciągu kilku dni wielu mieszkańców Xagħra zmarło z powodu tej choroby. Wybuch choroby odnotowano 2 marca 1814, a pięć dni później potwierdzono, że jest to dżuma.

### Środki zapobiegawcze

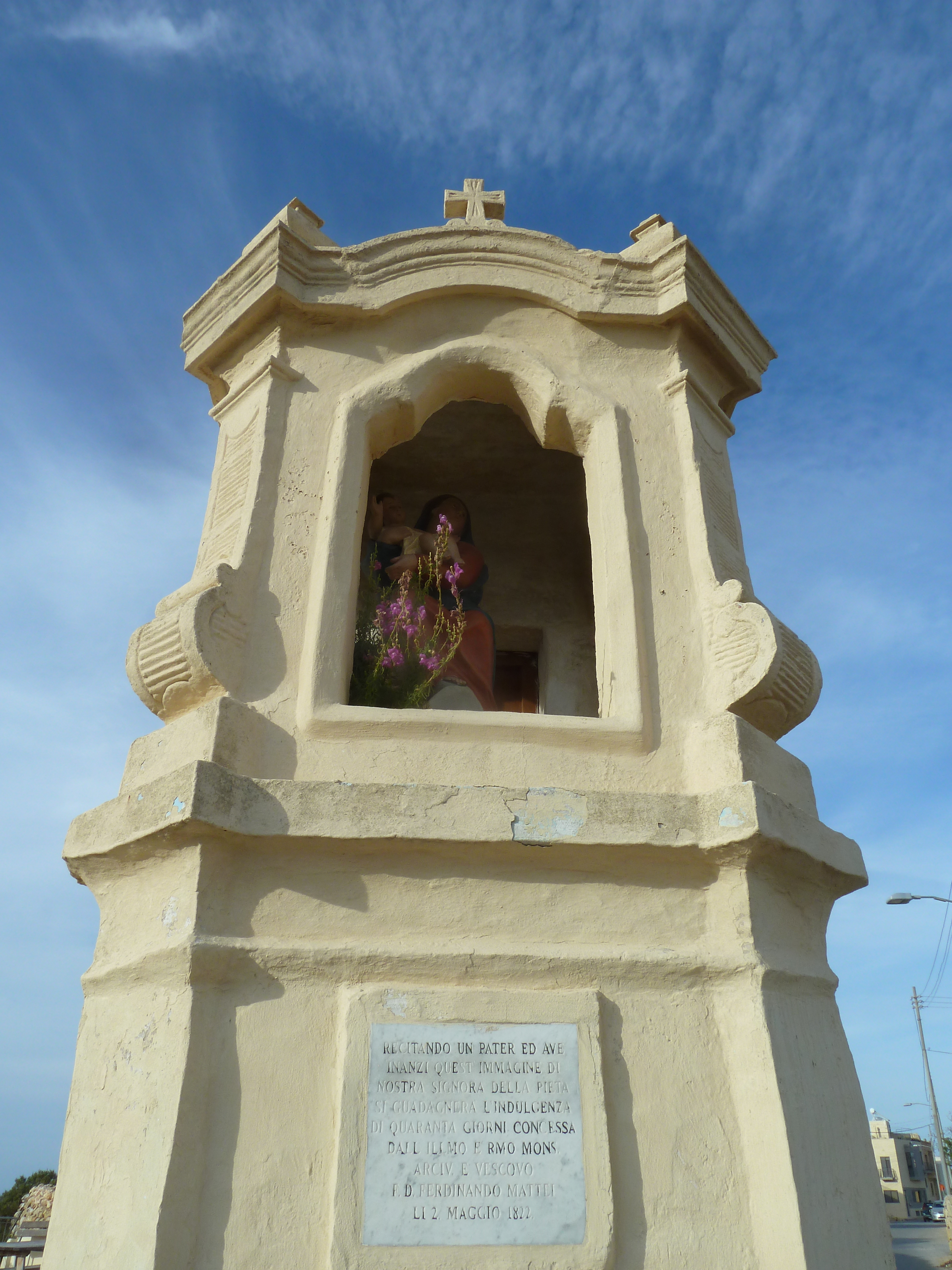
Kapliczka zbudowana jako dziękczynienie po opanowaniu zarazy

W dniu 8 marca Maitland odciął wszelką komunikację między wyspami, a wojsko zostało wysłane do kordonu Xagħry, aby zapobiec rozprzestrzenianiu się zarazy na resztę Gozo. Choroba została skutecznie zatrzymana w wiosce, w wyniku czego Gozo odnotowało znacznie mniejszą liczbę ofiar śmiertelnych niż Malta. 13 marca Joseph Said wyszedł ze swojego domu w stanie delirium po zarażeniu i został zastrzelony przez policję. Inny mężczyzna został 31 marca stracony przez pluton egzekucyjny za ukrywanie choroby.
Około 19 marca dom wiejski znany jako „tal-Qassam” położony na południe od wioski został zarekwirowany i przekształcony w szpital, znany jako szpital zadżumionych Tal-Fewdu; kierował nim lekarz wojskowy George McAdam. Zmarłych chowano na pobliskim polu, aby ograniczyć możliwość zakażenia podczas transportu zwłok. 31 marca ludzie mieszkający w domach, w których inni zostali zarażeni, zostali przeniesieni do obozu namiotowego. Około połowy kwietnia epidemia była już w odwrocie, ale McAdam zaraził się chorobą i zmarł 5 lub 6 maja.
Ostatnia ofiara dżumy na Gozo zmarła 28 maja. 12 czerwca członkowie rodzin ofiar dżumy zostali przewiezieni do Ramla Bay i kazano im kąpać się w morzu trzy razy dziennie pod nadzorem policji. Uważano, że powoduje to usunięcie z nich śladów choroby.
Wyspy maltańskie zostały oficjalnie uznane za wolne od tej choroby w dniu 8 września 1814, a łączność między wyspami została przywrócona 14 września.

## Przenoszenie choroby
Zaraza jest wywoływana przez drobnoustroje u szczurów, które przenoszą się na ludzi przez zakażone pchły żerujące na szczurach. W chwili wybuchu choroby ta przyczyna nie była znana, utrudniało to próby jej powstrzymania i doprowadziło do spekulacji na temat przyczyny i rozprzestrzeniania się choroby. W tamtym czasie popularna była miazmatyczna teoria chorób, według której choroba jest spowodowana przez „złe powietrze”.
Uważano, że włosy, papier, pióra i słoma mogą być łatwo zainfekowane, więc obchodzono się ostrożnie z tymi przedmiotami. Dezynfektowano pocztę w Lazzaretto otwierając listy i mocząc je w occie lub wystawiając je na działanie oparów mieszaniny odkażających substancji. Podczas wybuchu epidemii niektórzy pisali na drewnianych tabliczkach zamiast na papierze, a w styczniu 1814 rejestry Monte di Pietà zostały rozwiązane, zdezynfekowane i ponownie związane, aby upewnić się, że nie zostały zanieczyszczone chorobą.
Podczas trwania epidemii w Valletcie zaobserwowano, że rodziny ofiar były bardziej narażone na zarażenie się chorobą niż sąsiedzi, tak że choroba rozprzestrzeniała się, między ludźmi, którzy kontaktowali się między sobą, ale nie między ludźmi, którzy mieszkali blisko, ale nie mieli ze sobą kontaktu. Doprowadziło to do uświadomienia sobie, że choroba nie była przenoszona drogą powietrzną. Fakt, że dżuma zniszczyła Vallettę, ale nie wpłynęła poważnie na pobliskie Three Cities, był również przytaczany jako dowód.

## Wpływ

### Liczba ofiar śmiertelnych i wpływ na demografę

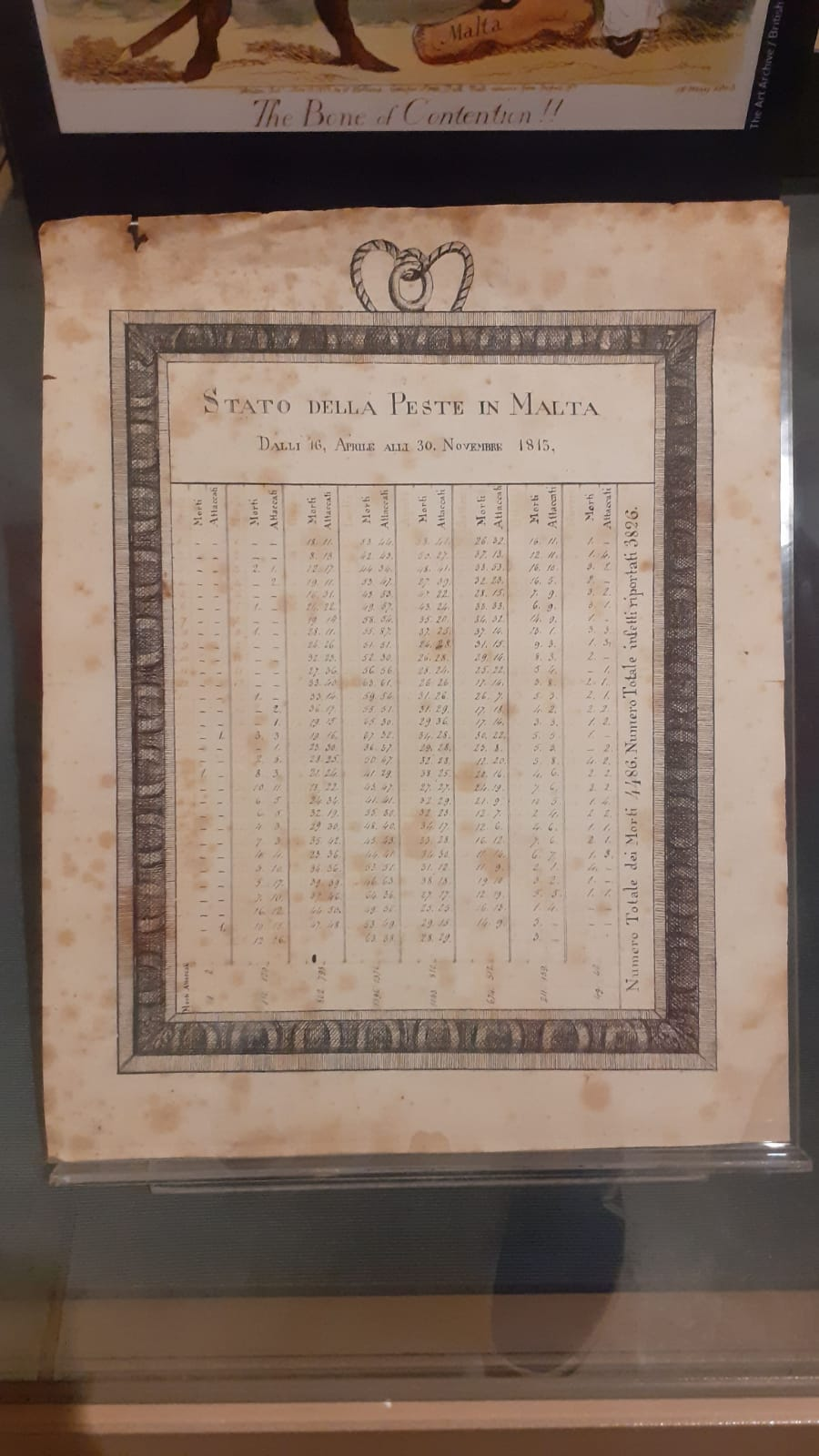
Dokument z 1815 w języku włoskim wykazujący 4486 zgonów i kolejne 3826 zarażonych

Liczba ofiar epidemii dżumy na Malcie była różnie wykazywana: jako 4487, 4549, 4572 lub 4668. Około 740 zgonów miało miejsce w mieście Qormi. Liczba ofiar śmiertelnych w Three Cities wyniosła: 33 w Birgu i 12 w Cospicua, nie było zgonów z powodu dżumy w Senglei. Pomimo dużej liczby ofiar śmiertelnych wśród cywilów, w brytyjskim garnizonie na około 3700 ludzi, na skutek zarazy życie straciło tylko 20 mężczyzn.
Liczba ofiar śmiertelnych na Gozo została wykazana 96, albo 104 z populacji ponad 15 000. Znane ofiary zarazy to między innymi proboszcz Xagħry Vincenzo Cauchi i George McAdam, chirurg wojskowy, który zgłosił się na ochotnika do pomocy przy zakładaniu szpitala w Xagħrze.
W tamtym czasie populacja wysp wynosiła około 97 000 osób, więc szacuje się, że zaraza zabiła około 5% populacji. W latach dwudziestych XIX wieku autor napisał, że choroba „zmiotła ponad jedną dwudziestą populacji jednej z najbardziej zaludnionych wysp pod brytyjską koroną". Liczba ofiar śmiertelnych odegrała rolę w zmniejszeniu presji populacji na gęsto zaludnionych wyspach .

### Cmentarze

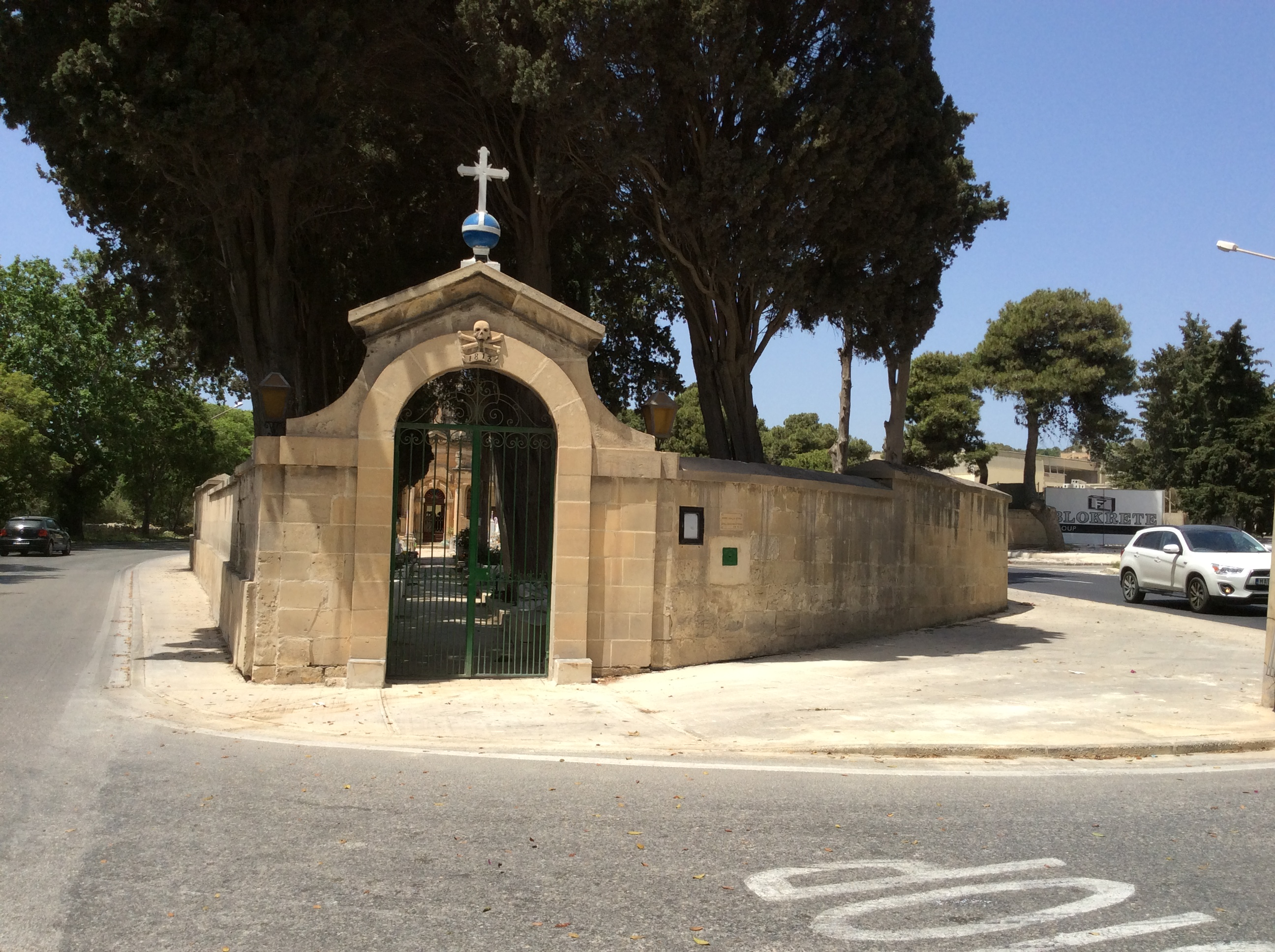
Cmentarz zadżumionych w Lii, z datą „1813”

Ze względu na dużą liczbę ofiar śmiertelnych utworzono szereg specjalnych cmentarzy znanych jako „clausure”. Były to cmentarze zewnętrzne, zlokalizowane poza osadami, kontrastujące ze zwykłą praktyką grzebania zmarłych w kościołach. Cmentarze takie powstawały podczas wcześniejszych epidemii, takich jak zarazy z lat 1592 i 1675–1676, a także dla epidemii cholery i ospy później w XIX wieku.
Niektóre z tych cmentarzy były poświęcone św. Rochowi, świętemu, do którego modlono się w przypadkach zarazy, podczas gdy inne nie miały określonej dedykacji. Na wielu cmentarzach z 1813 widnieje na zewnątrz ta data.

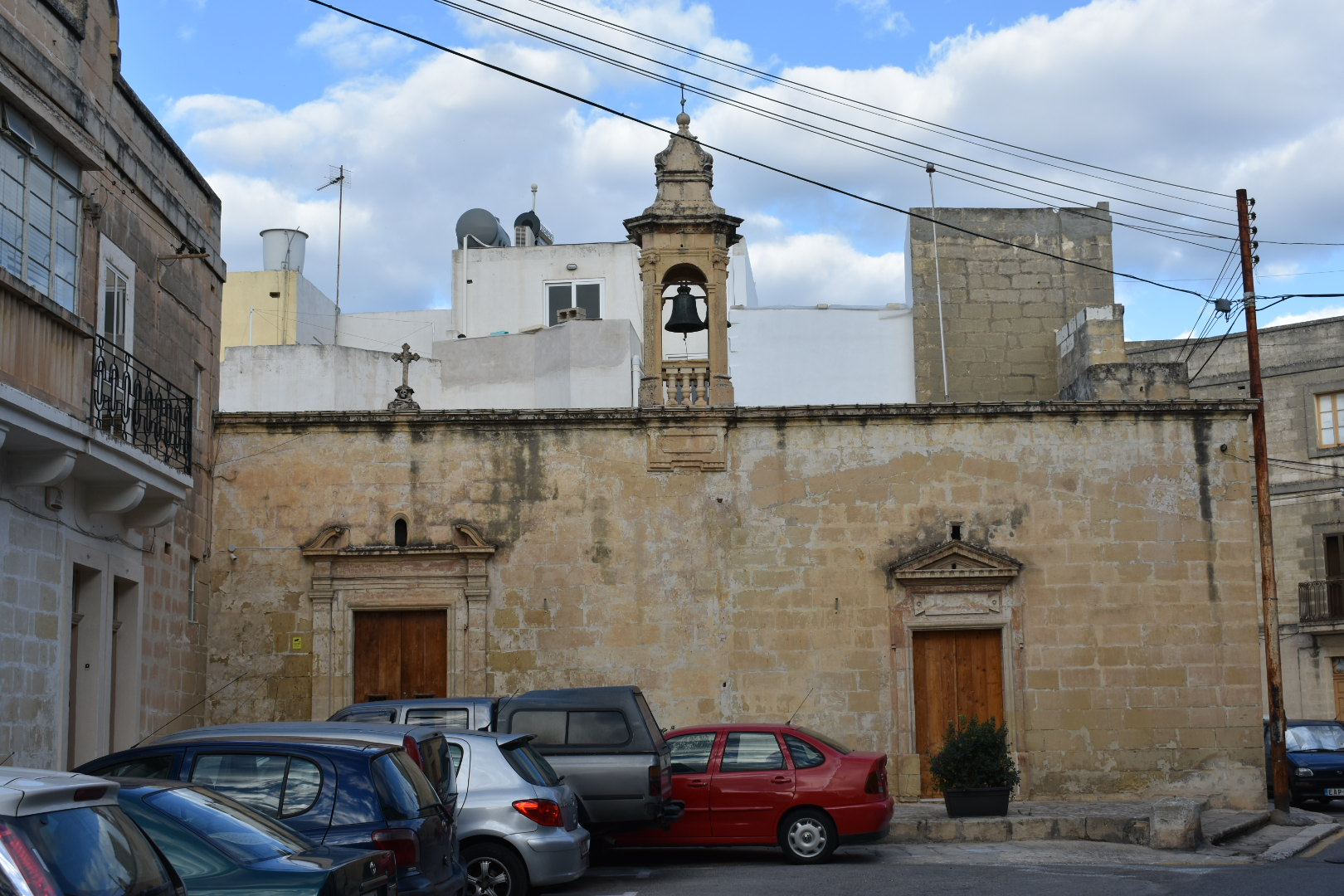
Kaplica Tal-Ftajjar w Luqa była wykorzystywana jako miejsce pochówków

Niektóre cmentarze zostały później wykorzystane do innych pochówków, stając się głównym cmentarzem dla określonego miasta lub wioski. Przykładami takich cmentarzy są cmentarze w Qormi i Lii. Inne cmentarze, takie jak „ta' Kadaf” w pobliżu Naxxar, zostały porzucone.
Niektóre ofiary chowano także w opuszczonych kościołach (np. stary kościół parafialny Wniebowzięcia Najświętszej Maryi Panny w Birkirkarze), na polach lub w zapieczętowanych grobach w kryptach.

### Wpływ na ekonomię
Epidemia dżumy spowodowała poważne zakłócenia gospodarcze, ponieważ powiązania handlowe i komunikacja zostały zerwane, zarówno wewnętrznie, jak i z krajami sąsiednimi. Więzy między Maltą a Gozo zostały zerwane na długi czas, chociaż zdarzały się przypadki, w których dozwolony był ograniczony handel między wyspami. Obawiając się choroby, przed sierpniem 1813 wielu zagranicznych biznesmenów opuściło wyspę. Podczas trwania epidemii wzrosły również wydatki rządowe.
Zaraza przyczyniła się do kryzysu gospodarczego, który trwał na wyspach długo po zwalczeniu choroby. Niektóre porty nakładały kwarantanny na statki maltańskie aż do 1826, co miało negatywny wpływ na handel. Inne czynniki, takie jak wojna o niepodległość Grecji, rosnąca popularność egipskiej bawełny i francuski podbój Algierii, również przyczyniły się do złego stanu gospodarki Malty w latach dwudziestych i trzydziestych XIX wieku .

### Przekonania religijne i przesądy
Niektórzy uważali dżumę za rodzaj kary bożej, a wielu z tych, którzy przeżyli, przypisywali to łasce bożej. Po zakończeniu epidemii odbyła się dziękczynna pielgrzymka z Valletty do Sanktuarium Matki Bożej z Mellieħy.
Podczas zarazy niektórzy powiązali rok 1813 z przesądem, że liczba 13 jest pechowa, traktując 13. rok wieku jako  annus horribilis (straszny rok).

## Pozostałości
Do dziś zachował się ręcznie ciągnięty karawan pogrzebowy, który był używany podczas epidemii dżumy w 1813. Odnaleziony w 1992 w krypcie kościoła parafialnego w Żabbar jest obecnie eksponowany w Muzeum Sanktuarium w Żabbar.

### Ex votoi inne upamiętnienia

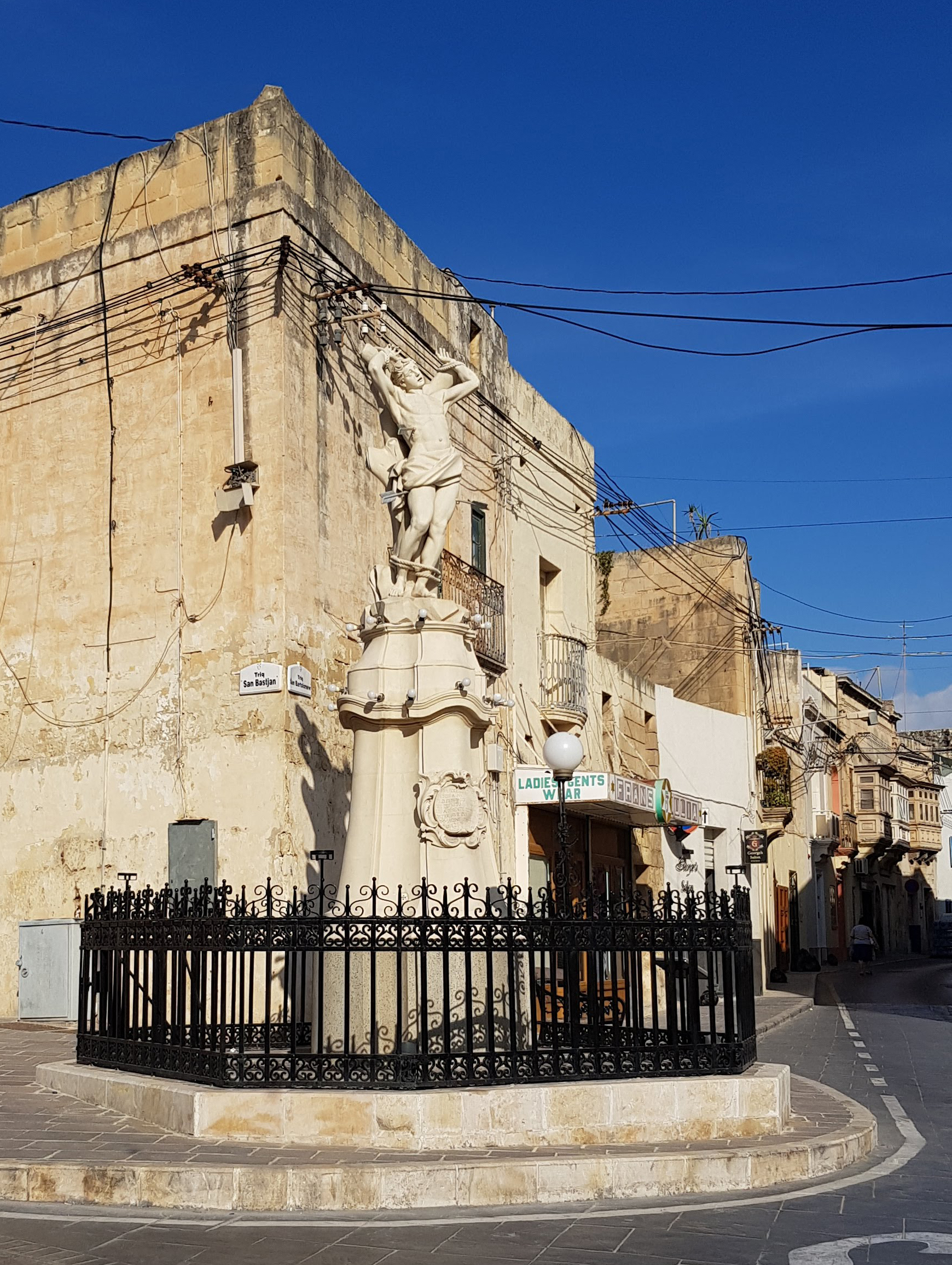
Figura św. Sebastiana w Qormi, ustawiona dla upamiętnienia uwolnienia od zarazy

Wiele darów wotywnych zostało ofiarowanych kościołom przez ludzi, którzy przeżyli epidemię. Są to często przykłady sztuki ludowej, niekoniecznie wysokiej jakości artystycznej, ale mają znaczenie historyczne, ponieważ stanowią źródło pierwotne przedstawiając życie w trakcie epidemii. Kościoły, w których znajdują się obrazy ex-voto to np. kościół św. Barbary w Valletcie.
Po wybuchu epidemii na obrzeżach Qormi (twarzą do Marsy i portu) wzniesiono posąg św. Sebastiana, patrona osób zarażonych. Posąg został wykonany przez Ċikku i Girolamo Fabrich (chociaż czasami przypisuje się go Vincenzo Dimechowi), a napis z 1816 upamiętnia otrzymnie odpustu. W latach osiemdziesiątych XIX wieku kościół poświęcony temu świętemu został zbudowany w pobliżu posągu i w 1935  stał się oddzielną parafią. Znacznie większy nowy kościół parafialny został zbudowany w pobliżu w późniejszych latach XX wieku.
W Senglei została zamówiona figura Matki Bożej, upamiętniająca uwolnienie mieszkańców miasta od zarazy. Niejaki Salvatore Debarro zapłacił za posąg, który został wyrzeźbiony z marmuru przez Vincenzo Dimecha. Posąg został ustawiony w mieście, poświęcono go 19 maja 1816. Posąg został przeniesiony na inne miejsce w 1955 i istnieje do dziś.
W 1991 ulica w Xagħra została nazwana Triq George McAdam na cześć lekarza wojskowego, który zmarł w wyniku zarazy. Ulica w Qormi została nazwana Triq il-Barrakki na pamiątkę baraków zbudowanych dla zarażonych podczas epidemii.

### Dzieła literackie
Spisano szereg opisów zarazy, takich jak „Ragguaglio storico della pestilenza che afflisse le isole di Malta e Gozo negli anni 1813 e 1814” G. M. de Piro, opublikowane w Livorno w 1833.
Gioacchino Ermolao Barbaro, który stracił troje dzieci w dżumie, napisał po włosku trzy sonety i wiersz o epidemii. Wszystkie są zatytułowane „Per la peste di Malta nell'anno 1813” i zostały opublikowane w 1843.